# Cabine photographique

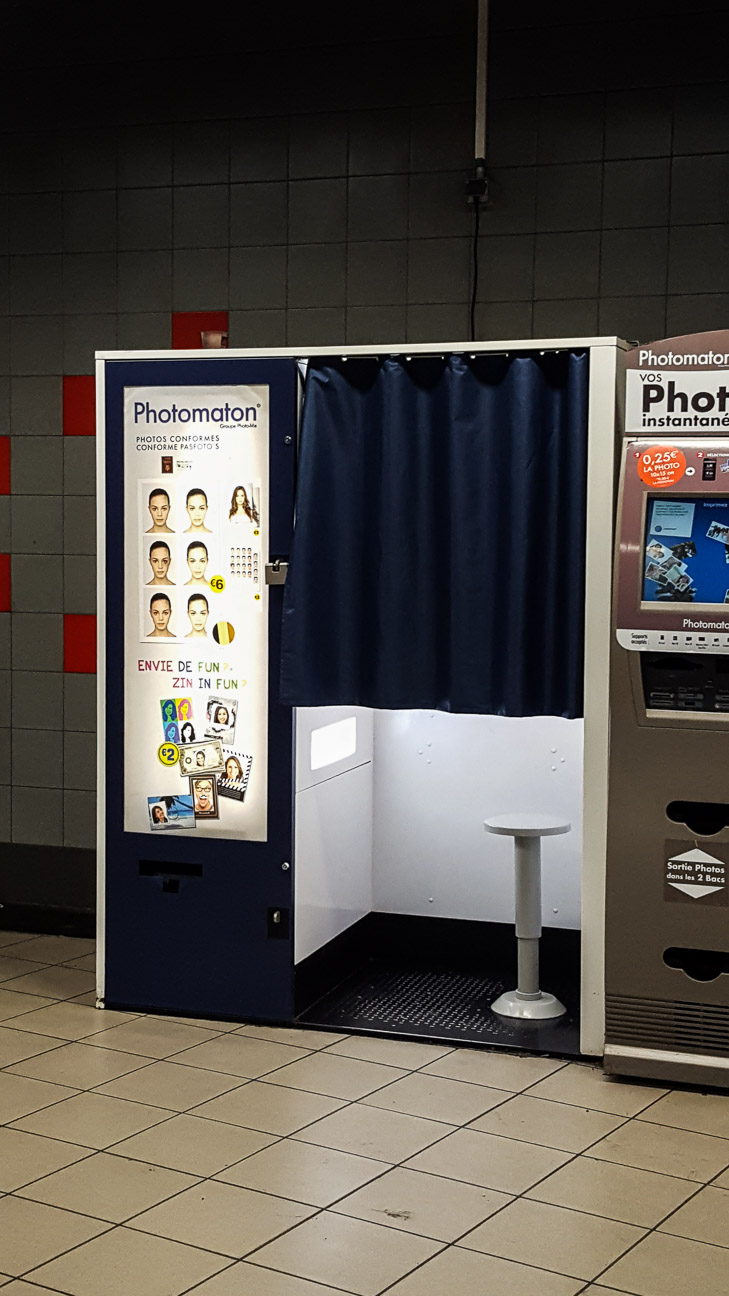
Cabine photographique dans le couloir d'une station métro à Bruxelles.

Une cabine photographique est une cabine automatisée installée dans un lieu public qui permet de réaliser seul des photographies d'identité, des autoportraits seul ou à plusieurs, ou encore des photographies d'un animal de compagnie en obtenant le tirage instantané des photos.
Son usage est également ludique lorsque la cabine est louée pour des manifestations, des foires ou des événements festifs.
Longtemps argentique, elle est désormais principalement numérique. 

## Histoire

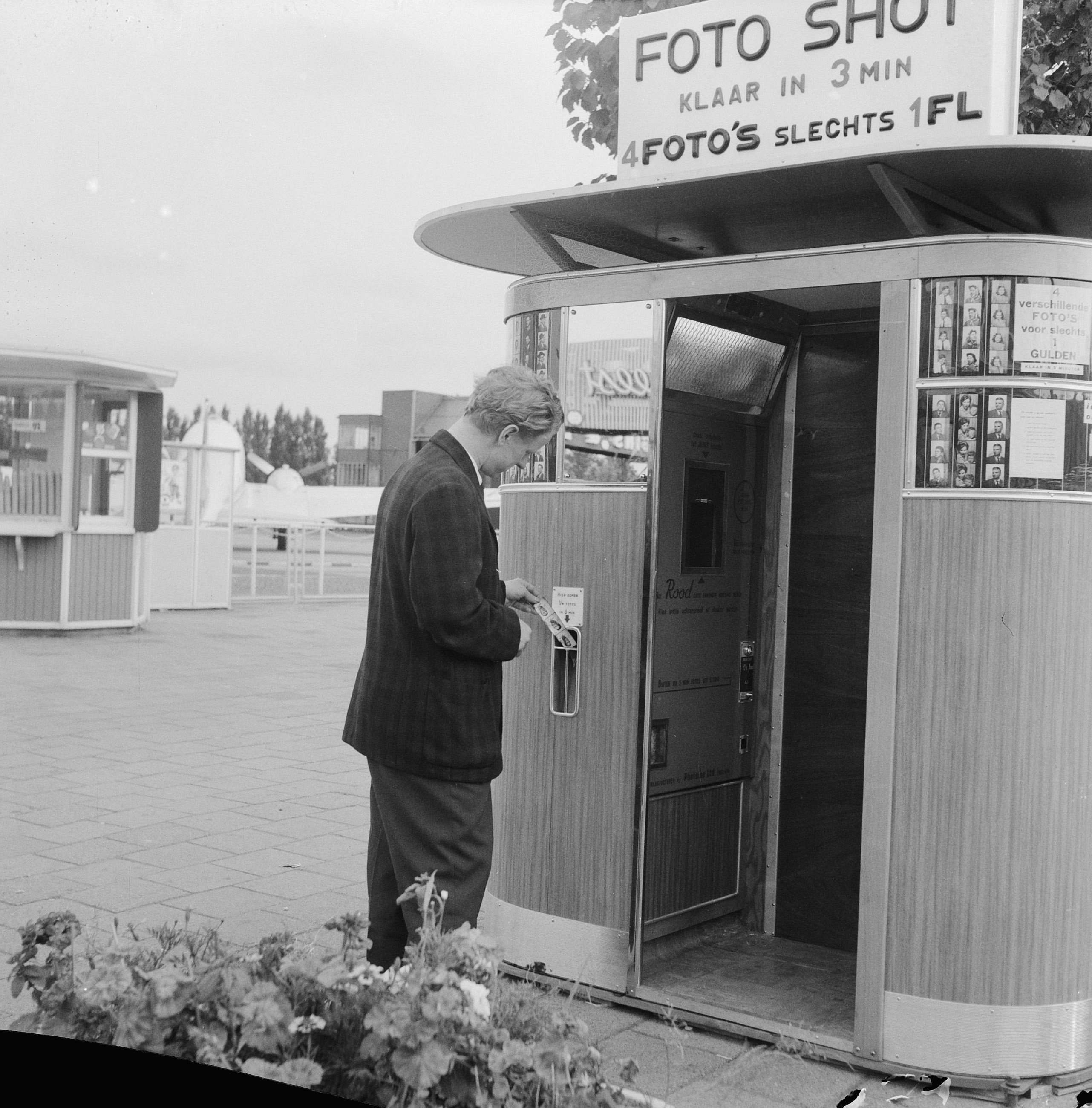
Une cabine photographique à l’aéroport d'Amsterdam-Schiphol, le 4 juillet 1961 : quatre clichés d'identité y coûtent un florin.

Quelques années après l’invention du premier système de machine à monnayeur en 1883 par Percival Everett, on voit arriver toutes sortes de machines automatisées comparables.
C'est le cas de la première cabine photographique dont le brevet est déposé le 9 janvier 1888 à Baltimore, États-Unis, par William Pope et Edward Poole. Mais ce procédé n’aurait cependant jamais été construit. C’est en France, lors de l’exposition universelle en 1889 qu’est présentée la première cabine photographique construite par l’inventeur français Ernest Théophile Enjalbert. Elle est cependant encore très différente de celle que nous connaissons aujourd’hui et est basée sur le procédé photographique du ferrotype. Il faut encore quelques secondes de pose et environ cinq minutes pour l’encadrement. Un numéro du magazine La Nature, publié en 1895, définit ces portraits comme peu lisibles et souvent méconnaissables.
On voit par la suite plusieurs tentatives d’amélioration du dispositif comme le Bosco Automat produit en Allemagne dès 1893 ou celle d’Ashton Wolff en 1913 présenté à Paris au jardin d'acclimatation. Ces automates ne sont pas des cabines mais des boîtes photographiques automatiques, courantes à l’époque dans les foires et autres lieux populaires.
La cabine photographique comme nous l’entendons de nos jours est inventée par Anatol Josepho à New York, en septembre 1925. Anatol Josepho ouvre son premier studio photo à Broadway où il mit en service trois de ces dispositifs qu’il appelle « photomaton ». Pour 25 cents, on peut alors imprimer une série de huit photos en une dizaine de minutes. On prétend qu'à eux seuls, durant les six premiers mois, ces trois appareils comptabilisent 280 000 personnes photographiées, soit environ 7500 par jour, avant d’être déployés à l’échelle nationale par la compagnie Photomaton. Anatol Josepho revend ensuite son brevet Photo Booth en mars 1927 pour un million de dollars à Henry Morgenthau. La même année, un investisseur britannique acheta les droits d’exploitation pour l’Europe. À partir de là, le Photomaton est lancé et on voit apparaître d’autres appareils similaires des deux côtés de l’Atlantique.
Aux États-Unis, d’autres machines sont apparues comme le Photomatic, en 1940, qui propose un design art déco et un procédé plus rapide. Avant d’être dépassé et délaissé dans les années 1960 par l’Auto-photo Compagnie qui produira plusieurs modèles aujourd’hui mythiques.

En France, les cabines photographiques sont importées dès la fin de 1928 à Paris. Bien que ces cabines soient initialement produites dans un but de « souvenir festif », elles prennent sous l’occupation allemande un tout autre rôle. Elles ont failli être utilisées pour photographier et classer les déportés, comme on peut le lire dans cette citation extraite d’une lettre écrite par l’entreprise Photomaton en 1941 : 
«  Nous pensons que le rassemblement de certaines catégories d'individus de race juive dans des camps de concentration aura pour conséquence administrative la constitution d'un dossier, d'une fiche ou carte, etc. Spécialiste des questions ayant trait à l'identité, nous nous permettons d'attirer particulièrement votre attention sur l'intérêt que présentent nos machines automatiques Photomaton susceptibles de photographier un millier de personnes en six poses et ce en une journée ordinaire de travail. La qualité très spéciale du papier ne permet ni retouche, ni truquage. »
C’est dans les années 1950 sous l’influence du mode de consommation américain, que les machines atteignent leur apogée, avant de se convertir à la couleur dans les années 1970 à la même époque que leurs homologues américaines.
C’est à partir des années 1990 que le mécanisme se numérise et est assisté par ordinateur. En 1993, à l'initiative de la Société SPIE et de l'inventeur Michel Ducos (brevet d'invention n° WO 1994/000948*), les anciennes cabines argentiques sont progressivement remplacées par des cabines équipées d'une caméra numérique, d'un écran vidéo et d'une imprimante à sublimation thermique.
En 2006, le format des cabines photos n'ayant pratiquement pas évolué depuis leur création, la société PTA (Productions et techniques appliquées) prend l'initiative de les modifier pour les rendre accessibles aussi bien aux personnes valides qu'aux personnes en fauteuil roulant. Jusqu'alors, celles-ci devaient quitter leur fauteuil pour s'installer dans la cabine. Désormais, avec le Fotobox© (marque déposée), la prise de vue s'effectue sans tabouret (soit debout, soit en fauteuil pour les personnes à mobilité réduite).
Aujourd’hui, les cabines Photomaton ont été améliorées et redessinées par le designer Philippe Starck. Elles sont vite reconnaissables à leurs sièges lumineux de couleur orange.

## L’entreprise Photomaton
L’entreprise française Photomaton initialement spécialisée dans la photographie a étendu son commerce à d’autres objets automatisés et autonomes. On retrouve bien sûr différentes types de cabine photo (fixe, location, vintage, avec Wi-Fi…), ainsi que différentes bornes d’impression photo, poster ou encore pour coque de téléphone, une nouvelle cabine d’impression de figurine 3D, des bornes de paiements, des machines toilettage pour chien en libre-service, des machines à café, ainsi qu’un portique lave auto en association avec une entreprise de nettoyeur à eau haute pression.
En France, l'utilisation du nom d'une marque dans le langage courant est problématique en contrevenant au droit de propriété. Ainsi, en dépit du fait que le nom propre « Photomaton » fait l’objet d'un dépôt de marque (marque déposée), il est couramment utilisé comme nom commun pour désigner une cabine automatique de photographie. Mais, en vertu des dispositions de l'article 714-6 du Code de la propriété intellectuelle français, la société s'oppose formellement à cet usage.

## Photographie officielle
Autrefois légèrement réglementées, les photographies officielles (Photographie d'identité) pouvaient être réalisées dans n'importe quel studio photo. Depuis 2005, en France, pour que les documents soient conformes, les photographies d'identité doivent être réalisées soit par un photographe professionnel, soit dans une cabine photographique utilisant un système agréé par le ministère de l'intérieur et doivent respecter les critères imposés par la norme ISO/IEC 19794_5 : 2005.
En Belgique, le format de la photographie d'identité réglementaire est de 35 mm / 45 mm (norme ISO/IEC 19794_5 : 2005) et elle doit respecter les normes de l'O.A.C.I. (Organisation de l’Aviation Civile Internationale). Les photographies d'identité ont souvent un format différent selon les pays.

## De nos jours
On peut voir depuis une dizaine d’années, un peu partout, un certain engouement pour les clichés en noir et blanc.
Certains pays exploitent encore des clichés argentiques : les États-Unis, certains pays d'Europe de l'Est, la Suisse, l'Allemagne, les pays du Maghreb et d'Afrique Noire.[pas clair] Souvent, ces appareils sont un objet d'attraction pour les touristes et les jeunes, comme c'est le cas à Berlin, Paris, Genève, Lausanne.
Depuis 2007, Fotoautomat France restaure et remet en service des cabines photo argentiques noir et blanc 4 poses à Paris, Arles et Nantes principalement dans des lieux consacrés à l’art et à la culture (Palais de Tokyo, La Maison rouge, fondation Antoine-de-Galbert, Centquatre, Philharmonie de Paris...). Selon cette entreprise, les cabines photo avaient en effet complètement disparues lors du passage au numérique et il resterait aujourd'hui moins d'une cinquantaine de cabines argentiques en fonction dans le monde.[réf. nécessaire]
À Paris, sont ensuite nées des entreprises de location de cabines photographiques numériques dont Harcourt et Tabobine qui ont installé une trentaine de machines à travers la ville, lieux conviviaux comme les bars ou les restaurants,.
À Berlin, l'entreprise Photoautomat continue à faire vivre une vingtaine de cabines argentiques réparties dans toute la ville.

## La cabine de Photomaton dans l'art
Les cabines Photomaton apparaissent au cinéma en 1936 dans le film de Maurice Tourneur Samson. Elles tiennent également une place importante dans le film de Jean-Pierre Jeunet, Le Fabuleux Destin d'Amélie Poulain. Il a aussi donné son nom à une transformation mathématique qui appartient à la catégorie des transformations bijectives d'images.
En 1996, le photographe de guerre français Luc Delahaye rassemble des clichés issus de cabines Photomaton de sans-abris, rencontré dans le métro parisien, dans un ouvrage intitulé Portrait/ 1 (Éd. Sommaire 1996, 15x12 cm. 32 p.). Ces photographies ont été exposées dans le cadre de l'exposition Pauvre de Nous à l'Hôtel de ville, la même année.
Roland Topor, Willy Michel,, David (Dave) Heath, Billy Childish ou Andy Warhol se sont servis du Photomaton dans leur art.
Le Photomaton a joué une grande place dans la créativité des artistes surréalistes. Souvent placées dans les stations de métro, les cabines photos peuvent être considérées comme une zone intermédiaire entre l’espace public et l’espace privé ,. Le procédé Photomaton étant quelque chose d’immédiat, il était pour l’époque un moyen idéal et peu onéreux pour se confronter avec son image, son identité. La question du hasard entre aussi en compte pour les surréalistes. On peut y voir un parallèle entre ce mécanisme et l’écriture automatique, ainsi qu’exploré par le groupe d’artistes mené par André Breton. Comme si le Photomaton était une version visuelle et photographique d’un mode littéraire.
Une des œuvres les plus connues des surréalistes utilisant ce procédé est le photomontage réalisé par André Breton pour les dernières publications de la revue de « La révolution surréaliste » sortie le 15 décembre 1929. Sur cette image, on voit une peinture de Magritte nommée « Je ne vois pas la femme cachée dans la forêt.» encadrée de 16 images photomatons, regroupant des portraits réalisés les yeux fermés par le groupe surréaliste. On peut y reconnaître notamment Alexandre, Aragon, Breton, Buñuel, Caupenne, Eluard, Fourrier, Magritte, Valentin, Thirion, Tanguy, Sadoul, Nouqué, Coemans, Ernst, et Dalí,.
La question de l’identité  est au centre des préoccupations des artistes utilisant le Photomaton.
Dès son apparition, les surréalistes  l’emploient comme un système de psychanalyse par l’image. Ainsi d’autres artistes emboîtent le pas comme dans les portraits de Cindy Sherman, ou ceux de l’artiste israélien Alain Baczynski qui, entre 1979 et 1981, se prenait en photo après chaque séance de psychanalyse dans le but de compléter cette séance par l’image,.
En parallèle, on peut évoquer l’artiste JR qui réinvente en quelque sorte le médium en créant une cabine mobile qu’il utilise pour ses actions urbaines à travers le monde.

### Expositions
À Paris, l’artiste Franco Vaccari (it) participe en 2015 à une exposition appelée Take Me (I’m Yours) à la Monnaie de Paris. Il met une cabine Photomaton à la disposition du public. Il permet ainsi aux visiteurs de contribuer à son œuvre et de laisser une trace de leur passage.
En Suisse, le musée de l'Élysée situé à Lausanne, puis le Botanique de Bruxelles lui consacrent une exposition en 2012 appelée Derrière le rideau : l’esthétique du Photomaton et qui regroupe les images de plusieurs générations d’artistes ayant utilisé les Photomaton depuis leur apparition en France en 1928.

## Livres
- Raynal Pellicer, Photomaton, Paris, Éditions de la Martinière, 2011, 260 p. (ISBN 978-2-7324-4134-4)